# Beziehungen zwischen Singapur und den Vereinigten Staaten
Die Beziehungen zwischen Singapur und den Vereinigten Staaten sind das zwischenstaatliche Verhältnis zwischen Singapur und den Vereinigten Staaten von Amerika (USA). Beide Länder sind enge Partner und Singapur erlaubt den USA die militärische Nutzung seines Staatsgebiets. Gleichzeitig verfolgt Singapur eine Leitlinie der außenpolitischen Neutralität. Trotz der engen Beziehungen zu den USA erklärte der singapurische Premierminister Lee Hsien Loong 2022, dass Singapur kein Verbündeter der USA sei, keine militärischen Operationen im Namen der USA durchführen und keine direkte militärische Unterstützung von diesen anfordern werde. Stattdessen bemüht sich Singapur um eine aktive Vermittlerrolle zwischen den USA und der Volksrepublik China.

## Geschichte

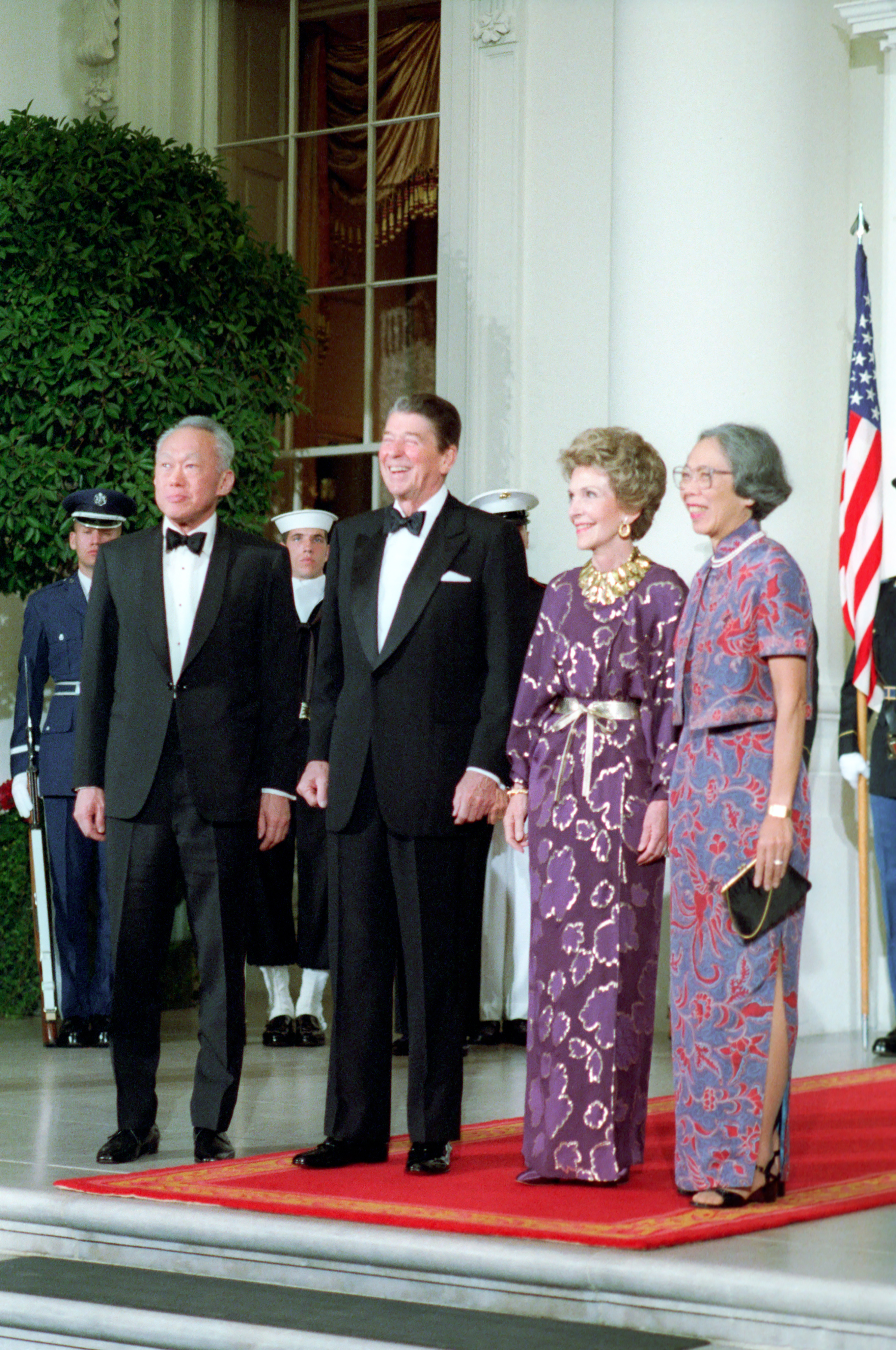
Singapurs Premierminister Lee Kuan Yew und seine Frau Kwa Geok Choo mit US-Präsident Ronald Reagan und seiner Frau Nancy Reagan am 8. Oktober 1985 im Weißen Haus

Die Vereinigten Staaten eröffneten ihr erstes Konsulat in Singapur im Jahr 1836, als die Insel noch zu den Straits Settlements des Britischen Empire gehörte. 1961 wurden in Singapur zwei CIA-Agenten verhaftet, die versucht hatten, einen singapurischen Beamten zu bestechen, die im Gegenzug Informationen an die CIA liefern sollten. Premierminister Lee Kuan Yew forderte 35 Millionen US-Dollar Wirtschaftshilfe als Gegenleistung für die verdeckte Freilassung der beiden Agenten. Die Amerikaner lehnten dieses Angebot jedoch ab und unterbreiteten ein Gegenangebot von 3,3 Millionen Dollar, die direkt an Lee und die People’s Action Party gehen sollten. Die Männer wurden später ohne finanzielle Gegenleistung freigelassen. Lee deckte diesen Vorfall 1965 auf, was die Amerikaner dazu veranlasste, ihn zu leugnen. Später veröffentlichte Lee jedoch ein Entschuldigungsschreiben des US-Außenministers Dean Rusk für diesen Vorfall.
Singapur und die Vereinigten Staaten nahmen am 11. August 1965 diplomatische Beziehungen auf, wenige Tage nachdem Singapur aus der Föderation Malaya ausgeschlossen wurde. Zwischen 1965 und 1975 leisteten die Vereinigten Staaten beträchtliche Wirtschaftshilfe, um Singapur zu stabilisieren, da es im Kalten Krieg ein wichtiger Bestandteil ihrer Eindämmung des Kommunismus war. Die Wirtschaft Singapurs profitierte zusätzlich durch die Bereitstellung von Reparatur- und Logistikanlagen für die US-amerikanischen Streitkräfte in Vietnam während des Vietnamkriegs. In seiner Außenpolitik war der langjährige singapurische Premier Lee Kuan Yew ein strammer Antikommunist, was von den Amerikanern geschätzt wurde, auch wenn Singapur ein Mitglied der Bewegung der Blockfreien Staaten war.
E. Mason „Hank“ Hendrickson diente als Erster Sekretär der Botschaft der Vereinigten Staaten in Singapur, als er im Mai 1988 von der Regierung Singapurs des Landes verwiesen wurde. Ihm wurden von der Regierung Singapurs Kontakte zur Opposition vorgeworfen, die der regierenden People's Action Party missfielen. Die Affäre sorgte für eine kurzzeitige Belastung des Verhältnisses zwischen den beiden Staaten. Das US-Außenministerium verwies in Reaktion Robert Chua, einen hochrangigen singapurischen Diplomaten aus Washington, D.C. Vor der US-Botschaft in Singapur kam es daraufhin zu Demonstrationen und die regierungsnahe Gewerkschaft National Trades Union Congress veröffentlichte ein Statement, in der die USA als „hinterhältig, arrogant und unzuverlässig“ bezeichnet wurden.
Die Vereinigten Staaten und Singapur unterzeichneten am 6. Mai 2003 ein Freihandelsabkommen, welches am 1. Januar 2004 in Kraft trat. Die Regierung Singapurs wies Spekulationen zurück, wonach die Unterzeichnung des Freihandelsabkommens mit der Unterstützung Singapurs für den Irakkrieg kurz vor der Unterzeichnung zusammenhing. Während des ASEAN-Gipfels 2015, als US-Präsident Barack Obama mit Singapurs Premierminister Lee Hsien Loong zusammentraf, bezeichnete Obama die bilateralen Beziehungen als „sehr, sehr stark“.
In den geopolitischen Konflikten in Asien hat Singapur sich um eine vermittelnde Rolle bemüht. Am 12. Juni 2018 kam es Gipfeltreffen in Singapur zwischen dem nordkoreanischen Staatsführer Kim Jong-un und dem US-Präsidenten Donald Trump, wobei es um die Beilegung der Streitigkeiten hinsichtlich des Nordkoreanischen Kernwaffenprogramms ging. Einen Tag zuvor hatte sich Trump mit Premier Lee getroffen und sich für seine Bemühungen bedankt. Auch im Konflikt zwischen der Volksrepublik China und den USA versucht Singapur zu vermitteln.

## Wirtschaftsbeziehungen
Seit dem Abschluss eines Freihandelsabkommens haben die Staatsbürger Singapurs einen erleichterten Einreiseprozess in die USA und Unternehmen einen besseren Zugang zum Markt des jeweils anderen. Der bilaterale Warenaustausch lag im Jahr 2022 bei 78 Milliarden US-Dollar, womit Singapur auf Platz 15 der wichtigsten Handelspartner der USA lag. Das Geschäftszentrum Singapur ist der Hauptsitz für ganz Südostasien für zahlreiche US-amerikanische Unternehmen.

## Militärische Beziehungen

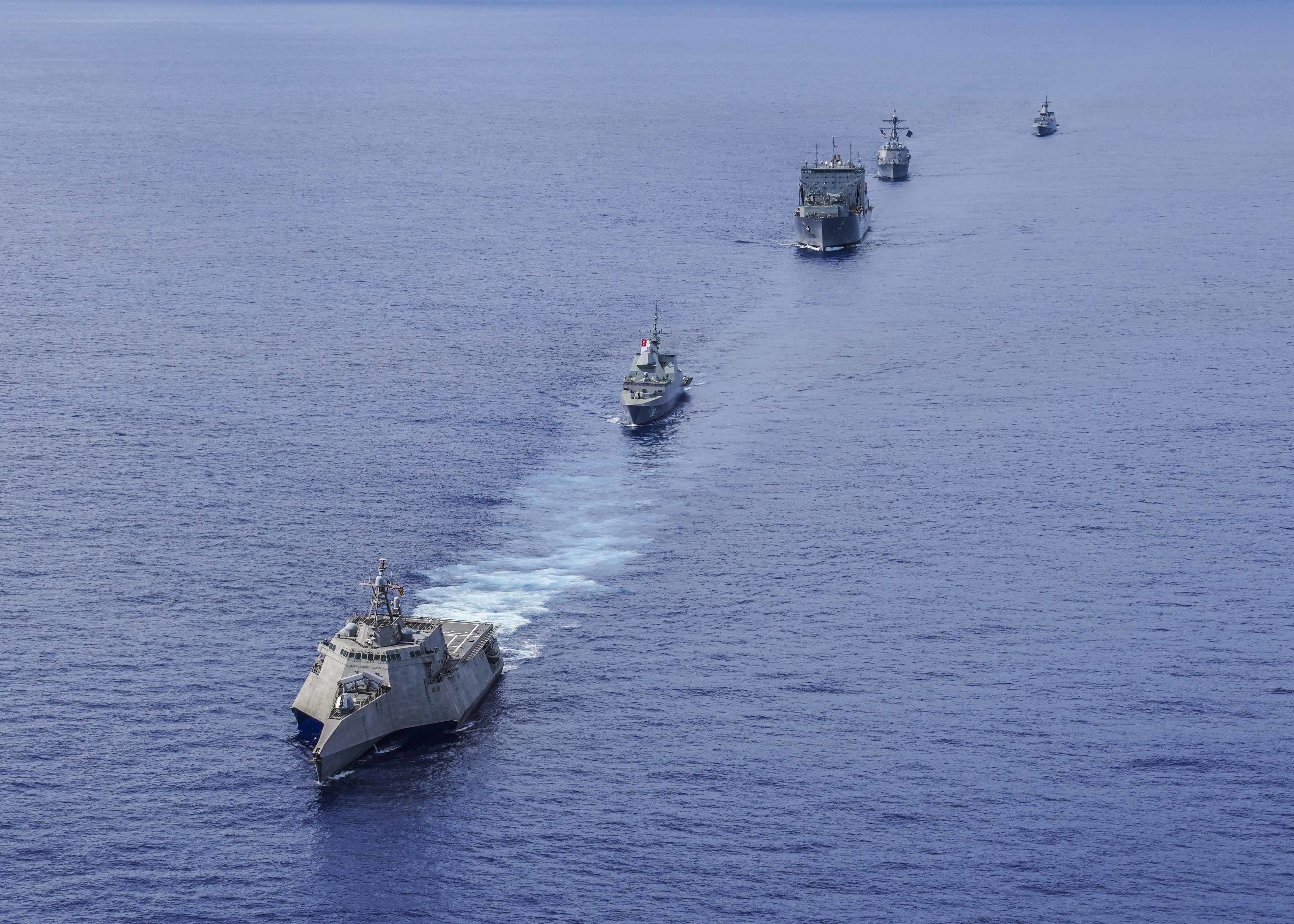
Schiffe der US Navy und der Singapore Navy (2019)

Singapur unterhält seit langem militärische Beziehungen zu den Vereinigten Staaten. Die Vereinigten Staaten verkaufen Waffen an Singapur und gewähren Zugang zu ihren Stützpunkten, um das singapurische Militär außerhalb des kleinen Inselstaates auszubilden. Im Rahmen des Strategischen Rahmenabkommens zwischen den USA und Singapur werden einige Küstenkampfschiffe der US-Marine turnusmäßig auf dem Marinestützpunkt Changi in Singapur stationiert. Die Air Force One landet auch auf dem Luftwaffenstützpunkt Paya Lebar, wenn der Präsident das Land besucht. Am 23. September 2019 erneuerten Singapurs Premierminister Lee und US-Präsident Trump einen wichtigen militärischen Kooperationsvertrag um weitere 15 Jahre bis 2035, der es den amerikanischen Streitkräften erlaubt, Singapurs Luft- und Marinestützpunkte zu nutzen. Singapur ist allerdings kein militärischer Verbündeter der Vereinigten Staaten und hat keinen Beistandspakt unterzeichnet.

## Diplomatische Standorte
- Singapur hat eine Botschaft in Washington, D.C. und Generalkonsulate in New York City und San Francisco.
- Die Vereinigten Staaten haben eine Botschaft in Singapur.

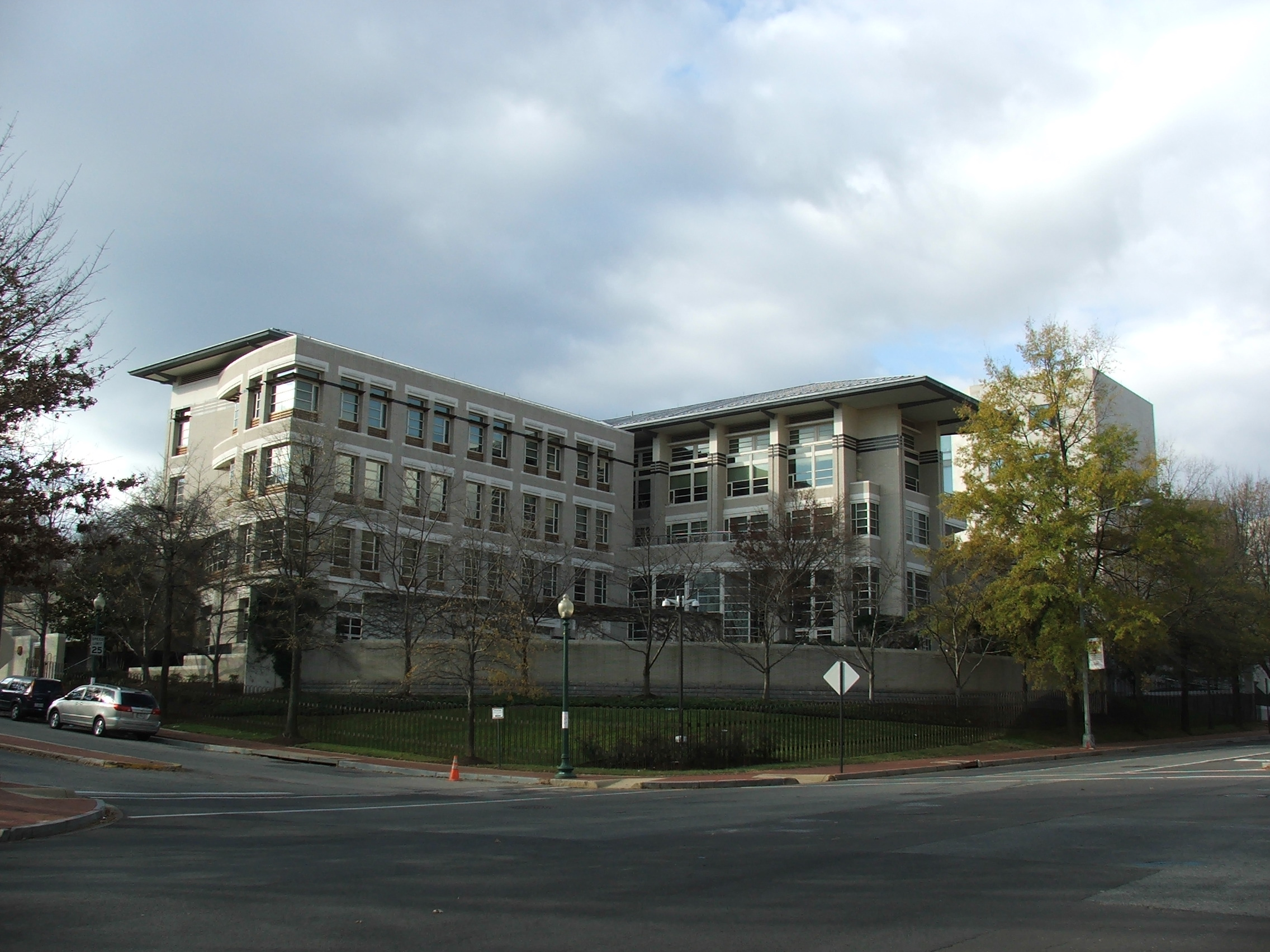
Singapurische Botschaft in Washington
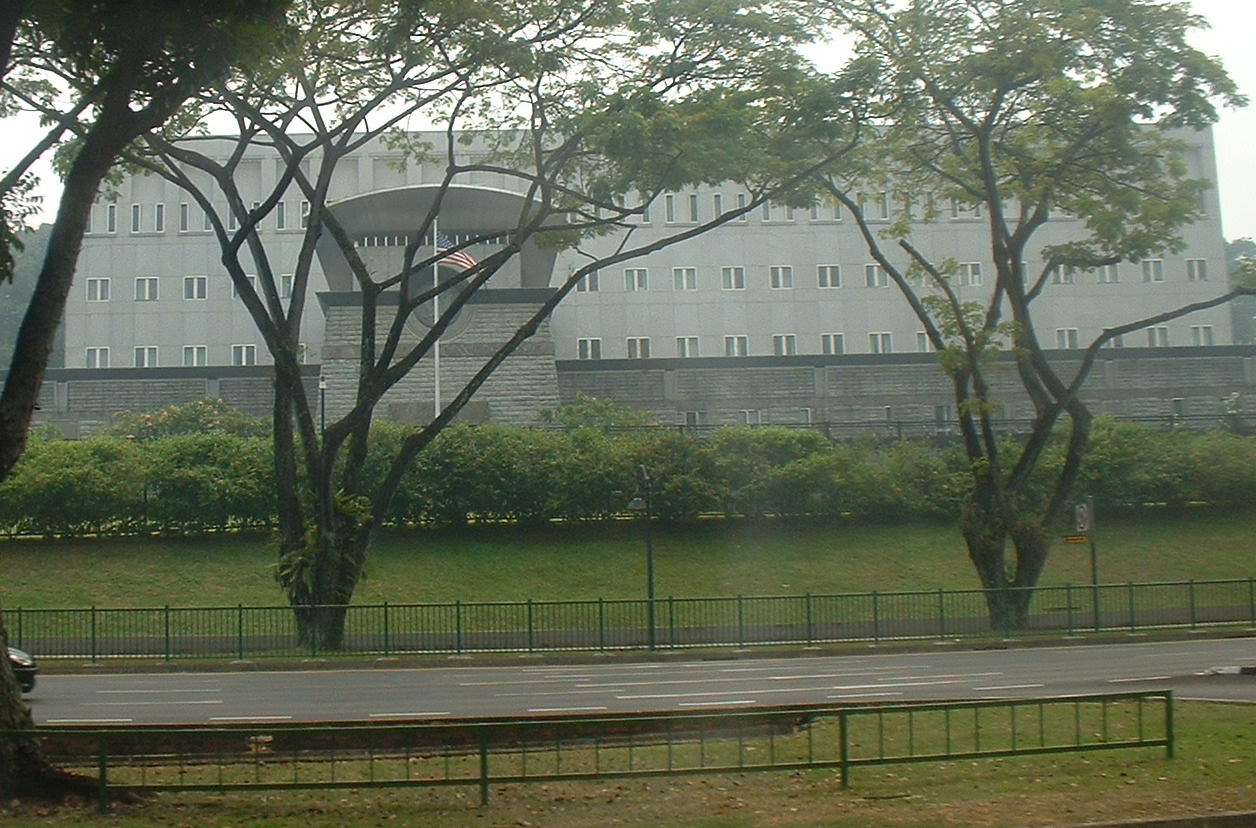
US-amerikanische Botschaft in Singapur